# Learn to Be Lonely
Learn to Be Lonely ist ein von Andrew Lloyd Webber komponierter und von Charles Hart getexteter Filmsong für den Film Das Phantom der Oper (The Phantom of the Opera) aus dem Jahr 2004. Das Lied wurde für die Oscarverleihung 2005 für den Oscar für den besten Filmsong nominiert.
Learn to Be Lonely ist das einzige für die Adaption des Webber-Musicals Das Phantom der Oper neugeschriebene Lied. Das von Minnie Driver gesungene Lied lief während des Abspanns. Es war in den im November 2004 veröffentlichten Soundtrack enthalten. Andrew Lloyd Webber nahm das Lied in seine Alben The Andrew Lloyd Webber Divas (2006) und Andrew Lloyd Webber: Sixty (2008) auf.

## Auszeichnungen
- Satellite Awards 2004: Nominierung als bester Filmsong[3]
- Oscars 2005: Nominierung als bester Filmsong. Der Oscar ging an Jorge Drexler für Al otro lado del río aus Die Reise des jungen Che.[4]
- Golden Globe Award 2005: Nominierung als bester Filmsong[5]